# 新潟県道457号向原越後中里停車場線
新潟県道457号向原越後中里停車場線（にいがたけんどう457ごう むこうばらえちごなかざとていしゃじょうせん）は、新潟県南魚沼郡湯沢町内を通る一般県道である。

## 概要

### 路線データ
- 起点：新潟県南魚沼郡湯沢町大字土樽字向原
- 終点：越後中里停車場（新潟県南魚沼郡湯沢町大字土樽字関下）

## 地理

### 通過する自治体
- 新潟県南魚沼郡湯沢町

### 接続する道路
- 湯沢町道（起点：南魚沼郡湯沢町大字土樽字向原、「ゴールド越後湯沢カントリークラブ」前）
- 新潟県道361号万条新田越後中里停車場線（湯沢町大字土樽地内（「湯沢パークスキー場」北方 - 「越後中里駅」前（終点））で重複）
- 新潟県道540号越後中里停車場線（湯沢町大字土樽地内（「土樽郵便局」北方 - 「越後中里駅」前（終点））で重複）
- 新潟県道541号土樽越後中里停車場線（湯沢町大字土樽地内（「越後中里駅」西方 - 「越後中里駅」前（終点））で重複）
- 湯沢町道（終点：湯沢町大字土樽字関下、「越後中里駅」前）

### 周辺
- JR上越線 越後中里駅
- 湯沢町立土樽小学校
- 土樽郵便局
- 越後中里温泉
- 魚野川
- 加山キャプテンコーストスキー場
- 湯沢パークスキー場
- 湯沢中里スキー場